# غواصة يو بي-32
يو بي-32 غواصة ألمانية من فئة يو بي2 خدمت في البحرية الإمبراطورية الألمانية خلال الحرب العالمية الأولى. تم طلب الغواصة في 22 يوليو 1915 وتم إطلاقها في 4 ديسمبر 1915. تم تكليفها في البحرية الإمبراطورية الألمانية في 11 أبريل 1916 باسم يو بي-32.